# Hacienda Heights
Hacienda Heights è una città della California, negli Stati Uniti, situata nella contea di Los Angeles. Nel censimento del 2000, la popolazione ammontava a 53.122 abitanti.